# Petr Špelina
Petr Špelina (2. července 1830 Osek – 16. prosince 1897 České Budějovice) byl rakouský římskokatolický duchovní a politik z Čech, ve druhé polovině 19. století poslanec Říšské rady a děkan katedrální kapituly v Českých Budějovicích.

## Biografie
3. srpna 1856 byl vysvěcen na kněze. Získal titul doktora bohosloví. Působil jako děkan katedrální kapituly v Českých Budějovicích a sídelní kanovník.
Působil i jako poslanec Říšské rady (celostátního parlamentu Předlitavska), kam usedl ve volbách roku 1885 za kurii venkovských obcí v Čechách, obvod Budějovice, Třeboň atd. Ve volebním období 1885–1891 se uvádí jako Dr. Petr Špelina, kanovník, bytem České Budějovice.
Na Říšské radě se přidal k Českému klubu, který od konce 70. let sdružoval staročechy, mladočechy, českou konzervativní šlechtu a moravské národní poslance. Sám byl členem staročeské strany.
Zemřel v prosinci 1897 po dlouhé nemoci. Krátce před smrtí se odebral na léčení do Karlových Varů, ale terapie nebyla úspěšná a jeho stav se dále zhoršil. Musel být převezen zpět do Českých Budějovic. Zde zemřel a byl pochován na obecním hřbitově u svaté Otýlie.